# تكنولوجيا خدمات الإنترنت
تكنولوجيا خدمات الإنترنت (Internet services technology) هي مجال متنوع للدراسة الذي في العادة يمكن من خلاله الحصول على درجة دبلوم جامعي. هذه الشهادة التي مدتها عامين، تمنح في الغالب في كليات المجتمع، انها بوابة للدراسات المتخصصة أكثر، لكن يمكن ان تطبق ايضاً لمتطلبات القوة العاملة الفورية. يتعلم الطلاب لغات مثل لغة ترميز النص الفائق، سي++، أكشن سكربت، وجافا سكريبت. برامج هذه الدراسة تشمل ايضاً دورات عمل مع التركيز على التجارةالالكترونية والاقتصاد الكلي. تغطي تقنية خدمات الإنترنت حدود واضحة من التكنولوجيا التي تستخدم لتطوير الشبكة، وتحضير الشبكات، التصميم، الشبكات والتجارة الالكترونية. هذا المجال ايضاً يغطي صيانة والمحافظة على الموقع، إدارة قاعدة البيانات، الإدارة، والتصميم الجرافيكي.